# Casimir (film)
Pour les articles homonymes, voir Casimir.
Pour plus de détails, voir Fiche technique et Distribution.
Casimir est un film franco-italien réalisé par Richard Pottier, sorti en 1950.

## Synopsis
Casimir est représentant en aspirateurs chez "Super Caddy". Chez un de ses clients, il se trouve malgré lui mêlé à un quiproquo provoquant un drame d'amour et une passion pour sa modeste personne, de la part de la bouillante Angélita. Après avoir uni le bonheur de Paul et Angélita, il décrochera une fabuleuse commande et pourra enfin en toute quiétude épouser Denise sa jolie fiancée.

## Fiche technique
- Titre : Casimir
- Réalisation : Richard Pottier
- Scénario et Adaptation : Gérard Carlier
- Dialogues : Jean Manse
- Assistant réalisateur : Pierre Gautherin, Denys de La Patellière
- Photographie : André Germain
- Opérateur : Walter Wottitz
- Montage : Robert Isnardon et Monique Isnardon
- Décors : Paul-Louis Boutié, assisté de Raymond Rog
- Musique : Joe Hajos (éditions : Régia)
- Son : Louis Kieffer
- Système sonore Klangfilm-Eurocord
- Script-girl : Madeleine Lefèvre
- Régie générale : Michel Choquet
- Régie extérieure : Georges Fluet
- Photographe de plateau : Igor Kalinine
- Maquillage : René Daudin, Raphaël Raffels
- Distribution : Les Films Sirius
- Production : Société Française de Cinématographie - Société des Films Sirius
- Chef de production : Roger Ribadeau-Dumas
- Directeur de production : Roger de Broin
- Tournage du 2 janvier au 5 février 1950, dans les studios de Neuilly
- Tirage : Laboratoire G.T.C
- Pellicule 35 mm, noir et blanc
- Genre : Comédie
- Durée : 84 min
- Dates de sortie en France :
  - 19/04/1950 à Cannes
  - 28/04/1950 à Paris
- Visa d'exploitation : 9455
- Affiches : Fernand François (France)

## Distribution
- Fernandel : Casimir, représentant en aspirateurs
- Germaine Montero : La bouillante Angélita Garcia y Gonzalès
- Bernard Lajarrige : Paul André, l'artiste peintre
- Jacqueline Duc : Denise, la fiancée de Casimir
- Gaston Orbal : M. Poiret le patron de "Electro-Net"
- André Numès Fils : Le portier de la maison "Prima"
- Robert Seller : Le docteur Labrousse
- Cécile Didier : La gouvernante du docteur
- Lucien Hector : Le cafetier
- Charles Fawcett : M. Brown, le directeur de "Prima"
- Darling Légitimus : Caroline, une servante d'Angélita
- Julien Maffre : Le cireur dans la vitrine
- Emile Riandreys : Le monsieur qui éternue
- Pierre Ferval : Le malade névrosé dans la salle d'attente
- Marc Arian : Un collaborateur participant à la réunion
- Alfred Arlais : Le pédicure
- Edmond Méry : Le locataire nain
- Delcassan : la vieille locataire au sonotone